# 平壤體育館

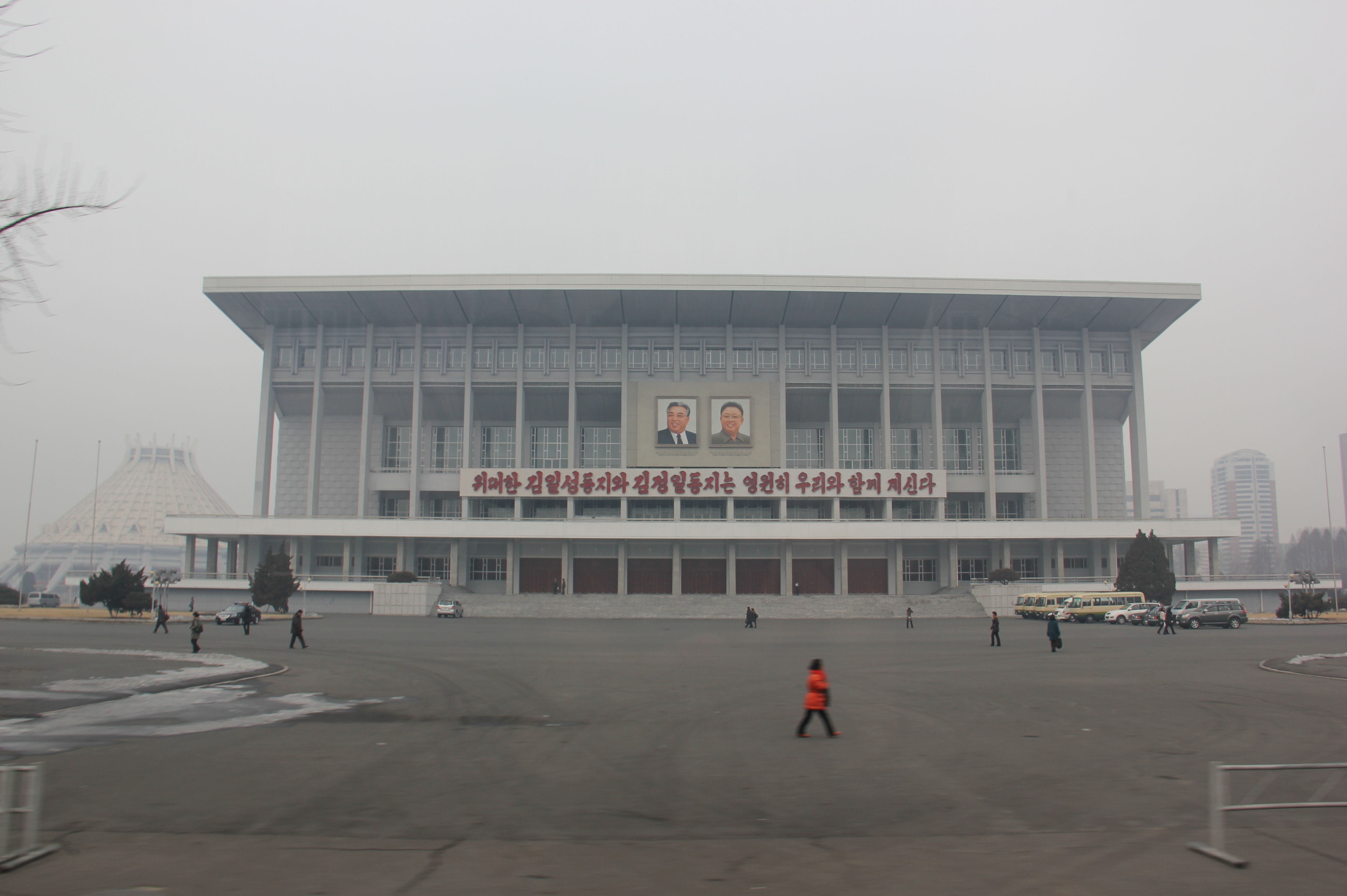
平壤体育馆外景

平壤體育館（：／）是一座位於朝鮮首都平壤市普通江畔的室內體育場所。場館竣工於1973年4月，可容納約20,100人。主要用來舉辦國內外賽事和具有重要意義的大會。
體育館於2013年開始翻修，重修了觀眾席和舞台，並加設了LCD顯示屏等設施。2013年8月，朝鮮最高領導人金正恩視察了翻修中的平壤體育館。